# Resolutie 2056 Veiligheidsraad Verenigde Naties
Resolutie 2056 van de Veiligheidsraad van de Verenigde Naties werd op 5 juli 2012 unaniem aangenomen door de VN-Veiligheidsraad. De resolutie riep op de grondwettelijke orde in Mali te herstellen na de staatsgreep door regeringssoldaten in het land.

## Achtergrond
Sedert de jaren 1990 hadden de Toearegs in het noorden van Mali hun eigen bestuurlijke zone. Zij probeerden al langer hun regio Azawad los te maken van Mali, maar enkele gevechten in 2006 leidden tot een akkoord met de regering. Na de Libische burgeroorlog in 2011 keerden velen van hen die voor Qadhafi hadden gevochten zwaar bewapend terug naar Mali. Ze begonnen er een veroveringstocht om er gewapenderhand het noorden van het land in te nemen. De regering en het leger konden hen niet de baas en na maanden van ontevredenheid over leiding en uitrusting pleegden soldaten een staatsgreep, waarbij ook president Touré werd verjaagd. Zij richtten een comité voor het herstel van de democratie op, maar droegen de macht over aan een overgangsregime onder leiding van de parlementsvoorzitter na onderhandelingen met de ECOWAS.

## Inhoud

### Waarnemingen
De Veiligheidsraad veroordeelde de staatsgreep tegen de democratisch verkozen regering van Mali door leden van het Malinese leger op 22 maart 2012. Op 6 april 2012 was een raamakkoord ondertekend om de grondwettelijke orde in het land te herstellen. De ECOWAS en de Afrikaanse Unie fungeerden als bemiddelaars.
Er moest een grotere civiele controle op het leger komen in Mali. De Raad veroordeelde ook aanvallen van rebellen tegen het leger en de bevolking. De zogenaamde onafhankelijkheid van het noorden van Mali, die door de MNLA werd geproclameerd, werd categoriek afgewezen.
Intussen ging de veiligheid en de humanitaire situatie in de Sahel achteruit; niet in het minst door de aanwezige gewapende groepen en terroristen. Die hielden zich onder meer bezig met ontvoering en gijzelneming om geld in te zamelen en als politiek drukkingsmiddel. Ook de vernieling van heilige-, historische- en culturele plaatsen, al dan niet erkend door UNESCO en onder meer in Timboektoe, werd sterk veroordeeld.

### Handelingen

#### Herstel van de grondwettelijke orde
Alle Malinese betrokkenen werden opgeroepen het de overgangsautoriteiten mogelijk te maken haar taken uit te voeren en terug te keren naar de grondwettelijke orde.
De nationale raad voor het herstel van de democratie en de staat werd niet door ECOWAS erkend en de Veiligheidsraad besloot dat deze moest worden afgeschaft.
De aanval op interim-president Dioncounda Traoré op 21 mei 2012 werd sterk veroordeeld. Hij moest zo snel mogelijk veilig naar Bamako kunnen terugkeren.
Van belang was dat het Malinese leger en politie hervormd werden en dat tegen april 2013 presidentsverkiezing werden gehouden.

#### Territoriale integriteit van Mali
De vijandelijkheden door rebellen in noordelijk Mali moesten onmiddellijk en onvoorwaardelijk worden gestaakt. De inspanningen van de overgangsautoriteiten, de ECOWAS, de AU en andere landen in de omgeving om tot een vreedzame oplossing te komen werden gesteund en rebellengroepen werden opgeroepen in dialoog te treden.
Alle partijen in Noord-Mali werden ook opgeroepen de mensenrechtenschendingen te stoppen. De aanvallen op Mali's historische monumenten zijn mogelijk schendingen van het internationaal recht onder de Geneefse Conventies en het Statuut van Rome, dat door Mali werd ondertekend. Op alle partijen werd aangedrongen maatregelen te nemen om ze te beschermen.

#### ECOWAS'veiligheidsrapport
De ECOWAS en de AU hadden toestemming gevraagd voor een stabilisatiemacht om de territoriale integriteit van Mali te vrijwaren. Die vraag zou verder worden bekeken eens meer informatie inzake de doelstellingen, middelen en modaliteiten van de missie was bekomen.

#### Strijd tegen terrorisme
De Veiligheidsraad herhaalde haar veroordeling van Al Qaida voor de dood van onschuldige burgers, verwoestingen en het ondermijnen van de stabiliteit in onder meer het noorden van Mali en de Sahelregio. Op de rebellengroepen aldaar werd aangedrongen zich niet met hen in te laten en tegen de dreiging van terreurgroepen te strijden. De lidstaten werd opgeroepen tot maatregelen tegen de verspreiding van wapens, en manpads in het bijzonder, in de Sahelregio. Ook de smokkel van wapens, voertuigen, brandstof en andere zaken die Al Qaida nodig had moest er worden bestreden.

#### VN-steun aan bemiddelingspogingen
Secretaris-generaal Ban Ki-moon werd gevraagd mee te helpen bemiddelen. Alle actoren werden ook opgeroepen meer vrouwen te laten deelnemen aan die bemiddelingen.

#### Geïntegreerde VN-strategie voor de Sahel
De secretaris-generaal werd ten slotte gevraagd in samenspraak met regionale organisaties een strategie te ontwikkelen voor de Sahelregio inzake veiligheid, bestuur, ontwikkeling, mensenrechten en humanitaire kwesties, en daar het VN-kantoor voor West-Afrika te betrekken.

## Verwante resoluties
- Resolutie 2071 Veiligheidsraad Verenigde Naties
- Resolutie 2085 Veiligheidsraad Verenigde Naties

Lijst ·  2033 ·  2034 ·  2035 ·  2036 ·  2037 ·  2038 ·  2039 ·  2040 ·  2041 ·  2042 ·  2043 ·  2044 ·  2045 ·  2046 ·  2047 ·  2048 ·  2049 ·  2050 ·  2051 ·  2052 ·  2053 ·  2054 ·  2055 ·  2056 ·  2057 ·  2058 ·  2059 ·  2060 ·  2061 ·  2062 ·  2063 ·  2064 ·  2065 ·  2066 ·  2067 ·  2068 ·  2069 ·  2070 ·  2071 ·  2072 ·  2073 ·  2074 ·  2075 ·  2076 ·  2077 ·  2078 ·  2079 ·  2080 ·  2081 ·  2082 ·  2083 ·  2084 ·  2085